# Corse (Schafrasse)

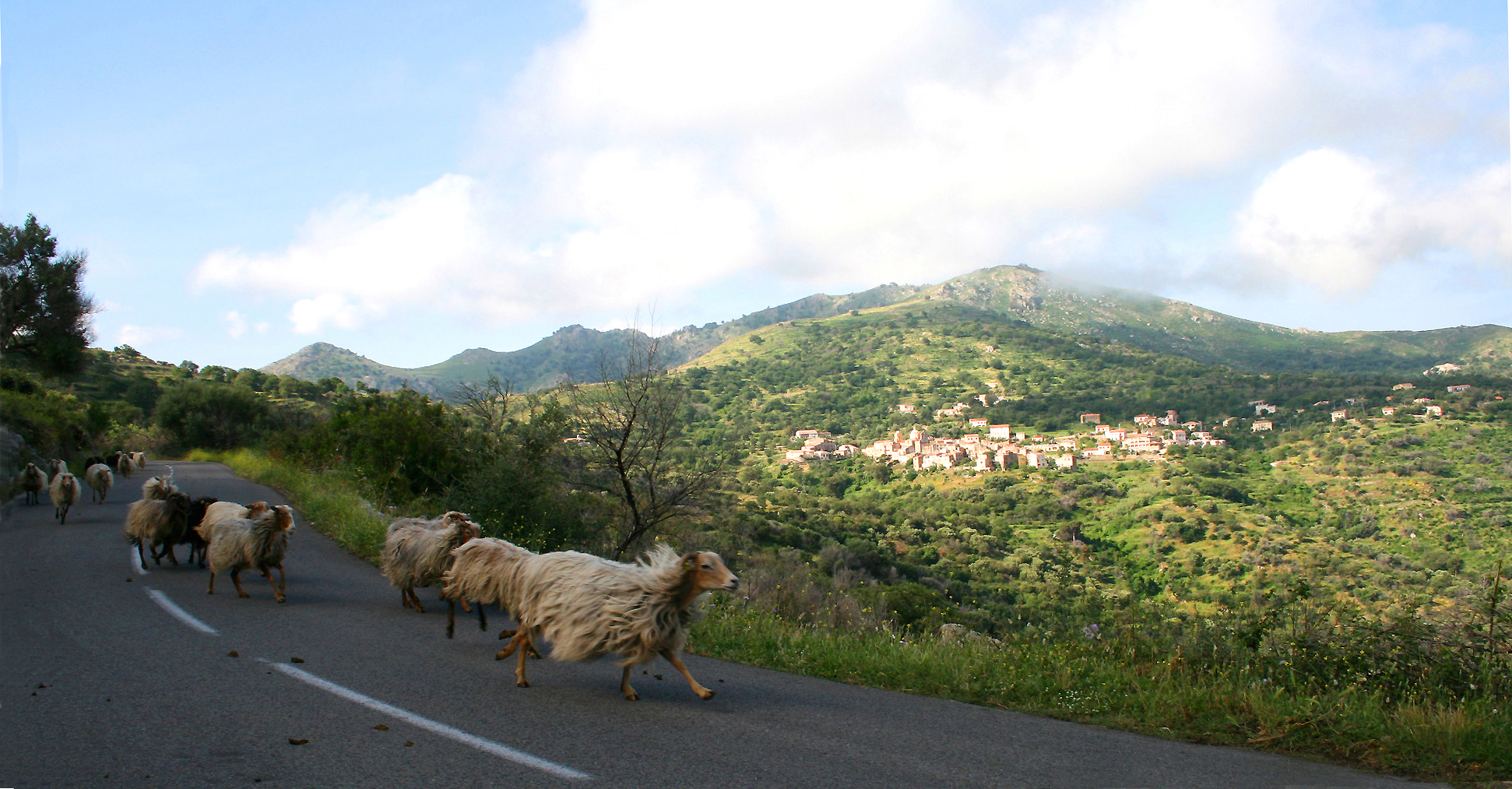
Korsisches Schaf

Das Korsische Schaf ist eine alte und sehr ursprüngliche Rasse, die sich auf der Insel Korsika entwickelt hat und mit anderen Mittelmeerrassen verwandt ist. Es wurde im Laufe der Jahrhunderte durch die spezifischen klimatischen und pastoralen Bedingungen geprägt. Das korsische Schaf ist wegen seiner Widerstandsfähigkeit und als Milch-, Fleisch- und Wolllieferant ein wesentlicher Bestandteil der Landwirtschaft Korsikas. Schafe dieser Rasse sind gute Wanderer aufgrund der bis ins letzte Jahrhundert gepflegten doppelten Transhumanz und leicht zu melken.

## Merkmale
Es zeichnet sich durch seine geringe Größe (Mutterschafe 35 bis 40 kg, bei Widerristhöhe von 50 bis 60 cm, Widder 60 bis 70 kg, bis 70 cm) aus. Es wird seit 1986 von dem regionalen Zuchtverband FRECSOV (1996 umbenannt in Unité Nationale de Sélection et de Promotion de Race, UPRA) auf Milchleistung gezüchtet. Es ist eine der wenigen Europäischen Schafrassen deren Vliesfarbe nicht festgelegt ist. Es gibt Tiere mit schwarzen, roten, weißen oder grauen Vliesen. Ursprünglich war vermutlich die Farbe Schwarz vorherrschend. Der Körper ist regelmäßig mit langem, geraden Rücken, schmaler Hüfte und zierlichen Beinen. Das Mutterschaf hat einen schmalen Kopf und teilweise Hörner. Die Ohren sind klein und fast horizontal. Die Hörner des Widders sind breit und spiralig gewickelt.

## Naturweidewirtschaft
Pastoralismus ist die Essenz der Schafzucht auf Korsika, und trotz der zunehmenden Sesshaftigkeit der Viehhirten sind die Methoden der Zuchtwahl und des Herdenmanagements immer noch am Leben. Die korsischen Schafe beweideten im Winter die milden aber feuchten und sumpfigen Ebenen am Meer, während sie im Mai bis Juni in die Gebirgsgegenden zogen, wo sie bis zum Herbst blieben.